# Sodrómoly-rokonúak
A sodrómoly-rokonúak (Tortricini) a sodrómolyformák (Tortricinae) alcsaládjának névadó nemzetsége. Ennek megfelelően a Magyarországon is előforduló fajok közül többet valamilyen sodrómolynak hívnak, a többieket azonban (egy kivétellel) különféle „levélmolyoknak” (Pastorális, 2011), aminek eredményeként terminológiájuk végzetesen összekeveredik a szitkárszerűek (Sesioidea) közé sorolt levélmolyfélékével (Choreutidae). Ez főleg olyankor válik zavaróvá, amikor két, rendszertanilag meglehetősen távol álló faj neve megegyezik — őszi levélmoly például van a levélmolyformák (Choreutinae) között (Choreutis pariana) és a sodrómoly-rokonúak között (Acleris umbrana is.

## Származásuk, elterjedésük
A meglehetősen fajgazdag nemzetség 41 nemébe 2013-ban 406 fajt soroltak, ez a sodrómolyfélék (Tortricidae) fajainak mintegy 4 %-a. A fajok többsége holarktikus vagy orientális. Négy nem fajai Európában (is) élnek, ezek közül három nem egy-egy faja és az Acleris nem 29 faja Magyarországon is előfordul (Pastorális, 2011).

## Megjelenésük, felépítésük
Több faj rendkívül változékony; a fűzfa-levélmolynak (Acleris hastiana több mint száz változata, illetve formája ismert.

## Életmódjuk, élőhelyük
A nőstények egyesével vagy kis csomókban rakják petéiket tápnövényeik leveleire; a hernyók az összesodort levelekben élnek.
Elterjedésüket fölöttébb elősegíti polifág természetük: a legtöbb faj hernyói több növénycsalád levelein is megélnek.

## Rendszertani felosztásuk
A nemzetségbe az alábbi nemek tartoznak:
- Accra
- Acleris
- Aleimma
- Algoforma
- Amboyna
- Anaccra
- Anameristes
- Apotoforma
- Archigraptis
- Asterolepis
- Beryllophantis
- Brachiolia
- Cnesteboda
- Congoprinsia
- Cordatijuxta
- Cornesia
- Croesia
- Curioseboda
- Eboda
- Elaeodina
- Exeristeboda
- Herotyda
- Latibulocrinis
- Merguinia
- Nephograptis
- Panegyra
- Paraccra
- Paracroesia
- Paratorna
- Pareboda
- Plinthograptis
- Polemograptis
- Pseudeboda
- Pseudocroesia
- Reptilisocia
- Rubidograptis
- Rubrograptis
- Russograptis
- Rutilograptis
- Sabahtortrix
- Sanguinograptis
- Sclerodisca
- Shafferograptis
- Sociosa
- Spatalistis
- Spinacleris
- Stenotenes
- Tortrix
- Transita
- Trophocosta
- Tymbarcha
- Vellonifer

Nembe szabályosan be nem sorolt fajok:
- Argyrotoxa dumigera
- Argyrotoxa septifera

## Magyarországi fajok
- Acleris (Hb., 1825) nem 29 fajjal:
  - jegenyefenyő-levélmoly (Acleris abietana Hb., 1822) — Magyarországon szórványos (Pastorális, 2011);
  - vérfű-sodrómoly (Acleris aspersana Hb., 1817) —  Magyarországon többfelé előfordul (Pastorális, 2011);
  - rozsdarácsos levélmoly (Acleris bergmanniana L., 1758) — Magyarországon közönséges (Pastorális, 2011);
  - pamacsos levélmoly (Acleris cristana (Denis & Schiffermüller, 1775) — Magyarországon szórványos (Pastorális, 2011; Pastorális & Szeőke, 2011; Pastorális & Szeőke, 2011);
  - kivágott szegélyű levélmoly (Acleris emargana Fabricius, 1775) — Magyarországon többfelé előfordul (Pastorális, 2011);
  - rozsdás levélmoly (Acleris ferrugana (Denis & Schiffermüller, 1775) — Magyarországon sokfelé előfordul (Fazekas, 2001; Pastorális, 2011; Pastorális & Szeőke, 2011);
  - áfonyasodró levélmoly (Acleris fimbriana Thunberg, 1791) — Magyarországon szórványos (Pastorális, 2011);
  - juharos-levélmoly (Acleris forsskaleana L., 1758) — Magyarországon közönséges (Fazekas, 2001; Pastorális, 2011; Pastorális & Szeőke, 2011);
  - fűzfa-levélmoly (Acleris hastiana L., 1758) — Magyarországon szórványos (Fazekas, 2001; Pastorális, 2011; Pastorális & Szeőke, 2011);
  - fehérfoltos levélmoly (Acleris holmiana L., 1758) — Magyarországon közönséges (Pastorális, 2011);
  - szürkés levélmoly (Acleris kochiella, A. boscana Goeze, 1783) — Magyarországon közönséges (Fazekas, 2001; Pastorális, 2011; Pastorális & Szeőke, 2011);
  - szilvafa-levélmoly (Acleris lacordairana Duponchel, 1836) — Magyarországon szórványos (Pastorális, 2011);
  - gyöngyvesszőmoly (Acleris laterana Fabricius, 1794) — Magyarországon szórványos (Pastorális, 2011);
  - lápi levélmoly (Acleris lipsiana Denis & Schiffermüller, 1775) — Magyarországon szórványos (Pastorális, 2011);
  - zöldesfehér levélmoly (Acleris literana L., 1758) —  Magyarországon sokfelé előfordul (Fazekas, 2001; Pastorális, 2011);
  - hószínű levélmoly (Acleris logiana Clerck, 1759) —  Magyarországon többfelé előfordul (Fazekas, 2001; Pastorális, 2011);
  - mocsári levélmoly (Acleris lorquiniana Duponchel, 1835) —  Magyarországon sokfelé előfordul (Fazekas, 2001; Pastorális, 2011);
  - nyírfa-levélmoly (Acleris notana, A. tripunctana Donovan, 1806) — Magyarországon közönséges (Fazekas, 2001; Pastorális, 2011; Pastorális & Szeőke, 2011);
  - díszes levélmoly (Acleris permutana Duponchel, 1836) — Magyarországon közönséges (Fazekas, 2001; Pastorális, 2011; Pastorális & Szeőke, 2011);
  - tölgysodró levélmoly (Acleris quercinana Zeller, 1849) —  Magyarországon többfelé előfordul (Pastorális, 2011);
  - cifra levélmoly (Acleris rhombana, A. contaminana Denis & Schiffermüller, 1775) —  Magyarországon sokfelé előfordul (Horváth, 1997; Fazekas, 2001; Mészáros, 2005; Pastorális, 2011; Pastorális & Szeőke, 2011);
  - rezgőnyár-levélmoly (Acleris roscidana Hb., 1799) — Magyarországon szórványos (Pastorális, 2011);
  - vörhenyes levélmoly (Acleris rufana, A. apiciana Denis & Schiffermüller, 1775) —  Magyarországon sokfelé előfordul (Pastorális, 2011);
  - fűzsodró levélmoly (Acleris scabrana (Denis & Schiffermüller, 1775) — Magyarországon szórványos (Pastorális, 2011);
  - nadálytő-levélmoly (Acleris schalleriana L., 1761) —  Magyarországon sokfelé előfordul (Fazekas, 2001; Pastorális, 2011);
  - ritka levélmoly (Acleris shepherdana Stephens, 1852) — Magyarországon szórványos (Pastorális, 2011);
  - hamvas levélmoly (Acleris sparsana Denis & Schiffermüller, 1775) —  Magyarországon sokfelé előfordul (Fazekas, 2001; Pastorális, 2011; Pastorális & Szeőke, 2011);
  - őszi levélmoly (Acleris umbrana, A. umbrosana Hb., 1799) — Magyarországon szórványos (Pastorális, 2011);
  - tarka levélmoly (Acleris variegana (Denis & Schiffermüller, 1775) — Magyarországon szórványos (Fazekas, 2001; Mészáros, 2005; Pastorális, 2011; Pastorális & Szeőke, 2011);
- Aleimma (Hb., 1825) nem egyetlen fajjal:
  - tölgylevél-sodrómoly (Aleimma loeflingiana L., 1758) — Magyarországon közönséges (Fazekas, 2001; Mészáros, 2005; Pastorális, 2011; Pastorális & Szeőke, 2011);
- Spatalistis (Meyrick, 1907) nem egyetlen fajjal:
  - hegyi levélmoly (Spatalistis bifasciana Hb., 1787) — Magyarországon sokfelé előfordul (Pastorális, 2011;);
- sodrómoly (Tortrix L., 1758) nem egyetlen fajjal:
  - tölgyilonca (Tortrix viridana L., 1758) — Magyarországon közönséges (Fazekas, 2001; Mészáros, 2005; Pastorális, 2011; Pastorális & Szeőke, 2011);